# Сергіївка (Білгород-Дністровський район)
Се́ргіївка — село Кулевчанської сільської громади, у Білгород-Дністровському районі Одеської області України. Населення становить 1420 осіб.

## Історія

### Топонім→Ойконім
Назви поселення, що знайдені на історичних картах різного часу:
- 1792 — турецько-татарське поселення Одабаша[1].
- 1826 — рос. СергЪевка[2].
- 1897 — нім. Siergiejewka[3].
- 1921 — рос. СергЪевка[4].
- 1925 — англ. Sergeyevka[5].

### Хронологія
Станом на 1886 рік у селі Дивізійської волості Аккерманського повіту Бессарабської губернії мешкало 1126 осіб, налічувалось 170 дворових господарств, існувала православна церква та лавка.

## Населення
Згідно з переписом УРСР 1989 року чисельність наявного населення села становила 1556 осіб, з яких 672 чоловіки та 884 жінки.
За переписом населення України 2001 року в селі мешкало 1408 осіб.

### Мова
Розподіл населення за рідною мовою за даними перепису 2001 року:
| Мова       | Відсоток |
| ---------- | -------- |
| російська  | 82,89 %  |
| українська | 9,23 %   |
| болгарська | 5,00 %   |
| молдовська | 2,11 %   |
| циганська  | 0,49 %   |
| білоруська | 0,07 %   |
| вірменська | 0,07 %   |
| німецька   | 0,07 %   |